# Óscar Ureña García
 Óscar Ureña García  (Figueres, 31 mei 2003) is een Spaanse voetballer, die als middenvelder speelt.

## Club carrière
Hij stamde af van twee Dominicaanse inwijkelingen, die zich gevestigd hadden in Figueres, een gemeente in de Spaanse provincie Girona.  Hij startte zijn jeugdopleiding op zesjarige leeftijd bij La Salle en na vijf seizoenen zette hij zijn opleiding verder bij de ploeg uit zijn geboortedorp Figueres, om als dertienjarig aan te sluiten bij Girona FC.
Bij deze laatste ploeg zou hij bij het filiaal, Girona FC B genaamd en in de Tercera División RFEF spelend, als achttienjarige een eerste contract  voor het seizoen 2021-2022 tekenen. Hij zou het voorseizoen meetrainen met het A-elftal en een drietal oefenwedstrijden spelen.  Op het begin van het seizoen zou hij bij dit elftal blijven en zou hij op 14 augustus 2021 zijn professioneel debuut vieren tijdens de thuiswedstrijd tegen SD Amorebieta.  Hij zou als basisspeler startten in deze met 2-0 gewonnen wedstrijden en zou in de tweeënzeventigste minuut vervangen worden.  Tijdens dit eerste seizoen wisselde hij wedstrijden af bij zowel het A-team, het filiaal als de U19.  Hij zou respectievelijk aan tien, zeven en twee wedstrijden komen.  Zijn enige doelpunt scoordde hij met het filiaal tijdens de 1-4 uitoverwinning bij EE Guineueta.  Hij zou ook heel even mogen meespelen in de finale van de eindronde tegen CD Tenerife.  Hij viel in de zevenennegentigste minuut in tijdens de thuiswedstrijd, dat op een 0-0 einduitslag eindigde.  Aangezien de terugwedstrijd met 1-3 gewonnen werd, werd de promotie naar het hoogste Spaanse niveau afgedwongen.  Als bankzitter maakte Ureña het van kortbij mee.  Ondertussen had hij zijn contract tot 30 juni 2025 verlengd.
Hij volgde tijdens seizoen 2022-2023 de ploeg.  Hij zou zijn tijdens de allereerste wedstrijd van het nieuwe seizoen zijn debuut in de Primera División maken.  Hij zou tijdens de eenenzestigste minuut Samuel Sáiz Alonso komen vervangen.  De uitwedstrijd bij Valencia CF ging met 1-0 verloren.  Voorts zou hij tijdens de heenronde nog aan twee verdere optredens komen en aan drie wedstrijden met het filiaal in de Tercera Federación.  Tijdens de wintermercado zocht de sportleiding van Girona naar een ploeg uit de  Segunda División A om hem meer speelkansen op het professionele niveau te geven.  Op 16 januari 2023 kwam hij terecht bij FC Cartagena, een ploeg dat hem huurde tot het einde van het lopende seizoen.  Om nog de mogelijkheid te hebben om verdere spelers aan te werven, werd hij gezien zijn leeftijd bij het filiaal van de havenploeg ingeschreven. Het volgende weekend maakte hij reeds zijn debuut bij het A elftal tijdens de thuiswedstrijd tegen CD Tenerife, waar hij tijdens het begin van de tweede helft verdediger Pedro Alcalá Guirado kwam vervangen.  Hij kon het tij niet keren en de ploeg verloor met 0-1.  Hij zou in het totaal tijdens tien wedstrijden opgesteld worden, maar kon nooit echt overtuigen.  Het daaropvolgende seizoen 2023-2024 werd hij weer aan een tweede klasse ploeg uitgeleend.  Deze keer was CD Leganés aan de beurt.  De speler speelde zeventien wedstrijden in het team, dat gedurende bijna het gehele seizoen aan top stond en uiteindelijk kampioen werd.
Na dit seizoen volgde hij de Madrileense club niet, noch ging hij terug naar Girona, maar kwam hij terecht bij een andere Catalaanse ploeg. Bij Barcelona werd hij bij het filiaal ingedeeld, dat tijdens het seizoen 2024-2025 in de Primera Federación actief was.  De ploeg eindigde zestiende op twintig deelnemers en met dit resultaat was de degradatie het gevolg.

## Nationale ploeg
Hij was actief bij de ploeg (U23) die deelnam aan de Olympische Zomerspelen 2024.  Hij participeerde aan de drie poule wedstrijden, maar de ploeg kon zich als derde niet plaatsen voor de volgende ronde.